# باولا دو
باولا دو (بالإنجليزية: Paula Dow)‏ هي محامية أمريكية، ولدت في 1955.